# Epona

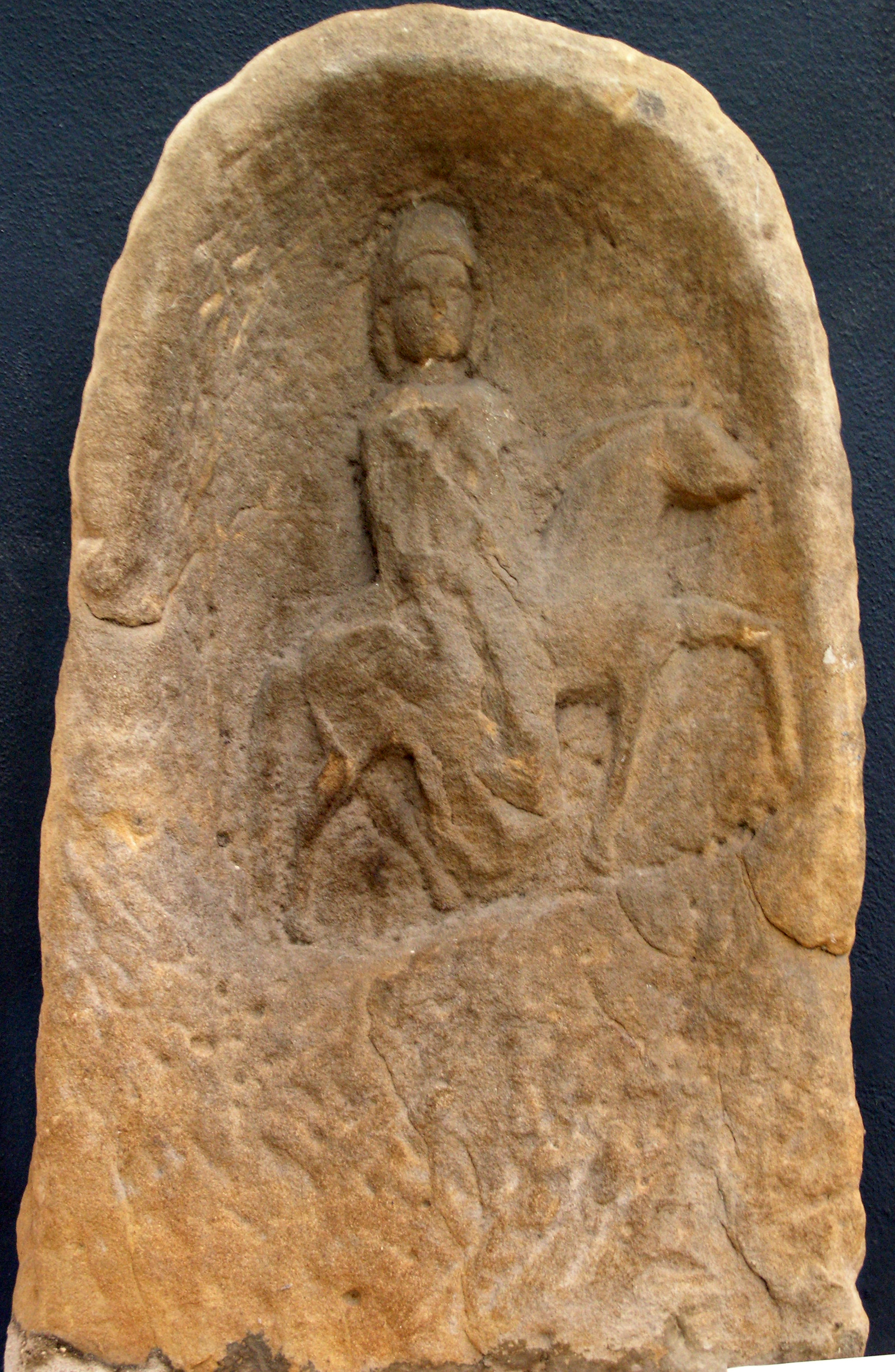
Epona, 3o. séc. A.C., de Freyming (Moselle), França (Musée Lorrain, Nancy)

Epona, na religião galo-romana,   era uma protetora de cavalos, burros, e mulas. Era particularmente uma deusa da fertilidade, como mostrado pelos atributos dela de uma pátera, cornucópia, orelhas de grânulos e a presença de potros em alguma esculturas sugerindo que a deusa e seus cavalos eram líderes de alma na condução ao além-túmulo, em paralelo aos Rhiannon dos Mabinogion. De forma incomum para uma deidade céltica, a maioria das quais eram associadas a localidades específicas, o culto de Epona, "basicamente a única divindade céltica cultuada na própria Roma,"  foi difundido no Império Romano entre o século I e o século III.

## Etimologia do nome
Embora conhecida apenas dos contextos romanos, o nome Epona, 'Grande Égua' é da língua gaulesa; é derivada do proto-céltico inferido *ekwos 'cavalo'  — que dá nascimento ao moderno 'potro' ebol galês  — junto ao sufixo aumentativo -on frequentemente, porém não exclusivamente, encontrada em teônimos (por exemplo Sirona, Matrona, e no singular feminino gaulês usual -a. Em um episódio preservado em um comentário de Pausânias,  uma Deméter arcaica também tinha sido uma Grande Égua, que era montada por Posidão na forma de um garanhão e que tinha parido Árion e a Filha que não recebia nome, fora dos mistérios arcadianos. Deméter era venerada como uma égua em Lycosoura na Arcádia em tempos históricos.

## Evidência de Epona

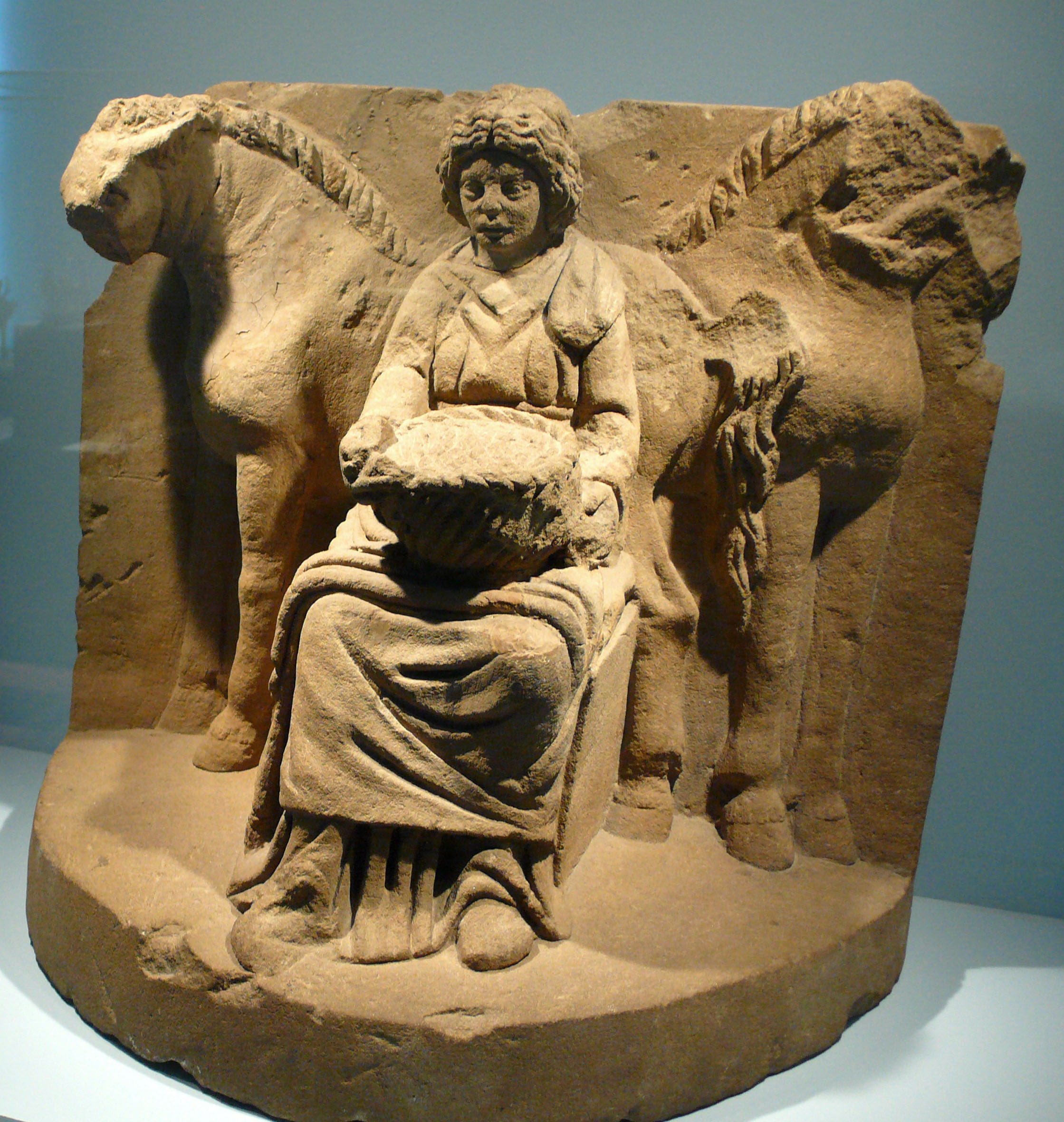
Epona e seus cavalos, de Köngen, Alemanha, cerca de

Fernand Benoit encontrou as atestações mais primitivas de um culto à Epona nas províncias danubianas e insistia que tinha sido introduzida nas limas da Gália por cavaleiros do leste. Esta sugestão geralmente não tem sido aceita.
Embora o nome esteja na origem gaulesa, inscrições dedicatórias a Epona estão em latim ou, raramente, em grego. Eram feitas não apenas por Celtas, mas também por germânicos, romanos e outros habitantes do Império Romano. Uma inscrição a Epona de Mainz, Alemanha, identifica o devoto como sírio. Uma inscrição latina longa do século I a.C., gravado em uma folha de comando e acompanhando o sacrifício de uma potranca e o presente votivo de um caldeirão, foi encontrado em 1887 em Rom, Deux-Sèvres, no Rauranum Romano.  A inscrição oferece à deusa uma profusão arcaica de epítetos, Eponina 'cara pequena Epona': ela é Atanta, Potia deusa dos cavalos 'Senhora poderosa' (compare com Potnia em grego) e "Heppos" (ίππος = cavalo), Dibonia (Latim, a 'deusa boa')", Catona 'da batalha', Vovesia nobre e boa.
Seu dia de banquete no calendário romano era 18 de dezembro como mostrado por um calendário rústico de Guidizzolo, Itália, embora esta possa ter sido apenas uma celebração local. Era incorporada ao culto imperial por ser invocada na crença do Imperador, como Epona Augusta ou Epona Regina.
A suposta autonomia da civilização céltica na Gàlia sofreu um revés mais adiante com o estudo de Fernand Benoit do simbolismo funeral do cavaleiro com o demônio ("anguiforme") com rabo de serpente, que estabeleceu como um tema de vitória sobre a morte, e Epona; ambos descobriram ser manifestações tardias do simbolismo influenciado pelo Mediterrâneo, que tinha alcançado a Gália através de contatos com a Etrúria e Magna Grécia. Benoit comparou o cavaleiro com a maioria dos cavaleiros ilustrados em torno dos litorais mediterrâneos.
Percepções das deusas célticas nativas mudaram sob a hegemonia romana: apenas os nomes permaneceram os mesmos. Como a Gália foi romanizada sob o inicial império, o papel do soberano de Epona evoluiu para um protetor da cavalaria. O culto de Epona foi muito difundido no Império Romano pela cavalaria auxiliar, alae, especialmente a guarda montada imperial ou equites singulares augustii recrutada da Gália, Germânia mais baixa, e Panônia. Uma série de suas dedicatórias a Epona e outras deidades célticas, romanas e germanas foram encontradas em Roma, no Laterano.Como Epane ela está atestada na Cantábria, Espanha do Norte, sobre o monte Bernorio, Palencia.
Segundo Plutarco, citando Agesilau, historiador grego do qual sobrevivem poucos fragmentos[carece de fontes?], em seu livro História da Itália, Epona era filha de Fulvius Stellus com uma uma égua. Aristonímio de Éfeso e Fulvius Stellus eram homens que detestavam mulheres, se relacionaram, respectivamente, com uma jumenta e uma égua, e destas relações nasceram lindas mulheres, Onoscelis e Epona Nas palavras de Plutarco: "Fulvius Stella abominando a companhia de mulher, acoplou-se a si mesmo a uma égua, de quem ele gerou uma criança de mãe solteira muito bonita, e foi chamada pelo nome cabível, Epona..."

## Iconografia

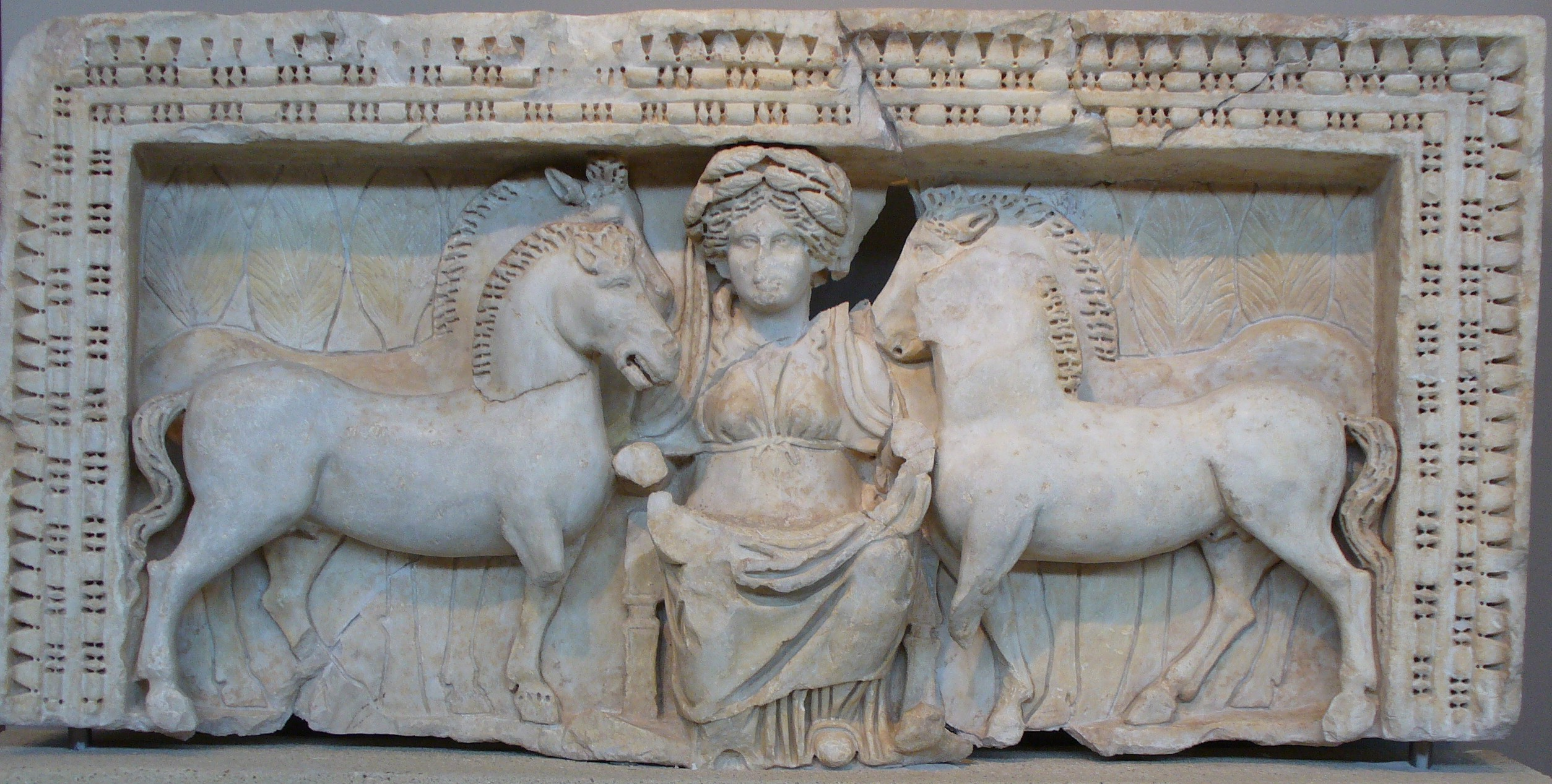
Um apoio de Epona, flanqueado por dois pares de cavalo, da Macedônia Romana.

Esculturas de Epona caem em cinco tipos, como distintas por Benoit: passeando, ficando de pé ou sentadas diante de um cavalo, ficando de pé ou sentadas diante de dois cavalos, um domador de cavalos à maneira de um potnia theron e a égua e o potro simbólicos. No tipo equestre, comum na Gália, e retratada sentando ao lado da sela sobre um cavalo ou (raramente) descansando em uma; no tipo imperial (mais comum fora da Gália) ela senta em um trono flanqueado por dois ou mais cavalos ou potros. Na distante Dácia, é representada sobre uma estela (agora no Szépmüvézeti Museum, Budapeste) no formato de Cibele, sentada frontalmente sobre um trono com suas mãos sobre os pescoços de seus animais, em par: seus cavalos são substituições para os leões de Cibele.

## Em textos e inscrições romanas
Epona é mencionada na A Besta Dourada de Apuleio, onde um nicho edicular com sua imagem sobre uma coluna em um estábulo recebeu guirlandas com rosas colhidas recentemente.
Em suas Sátiras, o poeta romano Juvenal também liga o culto e a iconografia de Epona à área do estábulo. Pequenas imagens de Epona foram encontradas em sítios romanos de estábulos e de celeiros em um amplo território.

## Na Grã-Bretanha
A data provável de cerca de 1400 a.C. designa ao cavalo de giz gigante entalhado no gramado da encosta em Uffington, na Inglaterra do Sul, que é muito prematuramente associada diretamente com Epona um milênio ou mais tarde, mas claramente representa um totem da idade do Bronze de algum tipo. Os tradicionais cavaleiros ingleses cavalos de recreio desfilam no Dia de Maio em Padstow, Cornwall e Minehead, Somerset, que sobreviveu ao meio do século XX, mesmo que as danças Morris tenham sido esquecidas, podem ter raízes profundas na veneração de Epona, como pode a aversão inglesa em comer carne de cavalo. Em Padstow, outrora, no fim das festividades o cavalo de recreio era ritualmente submerso no mar.
Um provinciano embora não pouco rude bronze romano (7.5 cm de altura) de uma Epona sentada, flanqueada por uma égua e garanhão pequenos, encontrados na Inglaterra, é conservado no Museu Britânico. Abandonado sobre o colo e sobre a pátera erguida na sua mão direita são orelhas de grânulo desproporcionalmente grande; orelhas de grânulo também se sobressaem das bocas dos pôneis, cujas cabeças eram giradas em direção à deusa. Em seu braço esquerdo ela segura um jugo, que se curva acima dos seus ombros, um atributo único para esta estatueta de bronze.
A deusa galesa Rhiannon monta um cavalo branco e tem muitos atributos de Epona. Um ritual popular galês do Sul chamado Mari Lwyd (Égua Cinza) ainda é realizado em dezembro - uma sobrevivência aparente da veneração da deusa. Um cavalo de pantomima é pensado ser um sobrevivente correlacionado.

## Hoje
Na ilha Mackinac, Michigan, Epona é celebrada a cada junho com excursões a estábulos, uma bênção dos animais e a Epona e a Barkus Parade. Na ilha Mackinac, Michigan não se permitem quaisquer automóveis pessoais: a fonte primária de transporte permanece o cavalo, então celebrar Epona tem um significado especial nesta ilha no Upper Midwest.

## Na cultura popular
- Link, dos jogos da série The Legend of Zelda, monta uma égua chamada Epona em quatro jogos, são estes The Legend of Zelda: Ocarina of Time (1998), The Legend of Zelda: Majora's Mask (2000), The Legend of Zelda: Four Swords Adventures (2004) e The Legend of Zelda: Twilight Princess (2006). Em Twilight Princess, é dado ao jogador é a opção de mudar o nome da égua, mas Epona é o nome padrão.
- No romance histórico de Rosemary Sutcliff de 1977, Cavalo do Sol, Cavalo da Lua, o Cavalo Branco de Uffington é criado como uma invocação a Epona.
- No romance de Morgan Llywelyn, A deusa do cavalo, Epona é uma mulher celta que possui poderes druídicos.
- Omnia (uma banda popular pagã holandesa) dedicou uma canção chamada 'Epona' à deusa céltica, que aparece no álbum Sine Missione.
- Enya tem uma canção intitulada 'Epona'.
- Como parte da Agência Espacial Europeia a Missão Giotto para o cometa Halley, um experimento dos cientistas irlandeses do St. Patrick's College, Maynooth era nomeada EPONA; este também era um acrônimo para Energetic Particle ONset Admonitor.[23][24]
- Na série Dies the Fire de S.M. Stirling, o personagem de Rudi Mackenzie monta uma grande e majestosa égua preta chamada Epona, que não permitirá a ninguém exceto ele a montá-la.
- Epona é a deidade chefe na série Goddess of Parthalon da P.C. Cast. Sua sacerdotisa sempre monta uma égua branca. Os livros relevantes começam com o Livro 1 Divino pelo Erro e correntemente o último livro é o Livro 5 A Busca de Brighid.
- A banda de folk metal Eluveitie tem uma canção intitulada A Rose For Epona em seu álbum Helvetios. A mesma banda possui também uma música chamada Epona em seu álbum Evocation II — Pantheon, um álbum dedicado exclusivamente a deuses celtas gauleses.